# Charlie Barnett
Charlie Barnett (Sarasota, 4 februari 1988) is een Amerikaans acteur.

## Biografie
Barnett werd geboren in Sarasota waar hij opgroeide op een zeilboot tot zijn zevenjarige leeftijd. Op zesjarige leeftijd kwam hij in aanraking met het acteren en trad in diverse toneelstukken en musicals op. Barnett doorliep de highschool aan de Booker High School in zijn geboorteplaats, hierna nam hij deel aan het muzikaal theaterzomerprogramma aan de Carnegie Mellon University in Pittsburgh. In 2010 haalde hij zijn diploma in drama van de Juilliard School in New York. Voor zijn werk als acteur heeft hij in onder anderen New York, Los Angeles en Chicago gewoond. Naast het acteren is hij in zijn vrije tijd vooral actief in zeilen en klassieke auto's. 
Barnett begon in 2006 met acteren in de film Circus Camp, waarna hij nog meerdere rollen speelde in films en televisieseries. Hij is vooral bekend van zijn rol als Peter Mills in de televisieserie Chicago Fire waar hij in 66 afleveringen speelde (2012-2015), deze rol speelde hij ook in de televisieserie Chicago P.D. waar hij in 4 afleveringen speelde (2014-2015). 

## Filmografie

### Film
Uitgezonderd korte films.
- 2023: Last Weekend - als Ethan
- 2022: Dance Dads - als Chris Shuriah
- 2022: We Are Gathered Here Today - als Max Stone
- 2021: Wild Game - als Banjo
- 2020: The Stand In - als Simon
- 2017: Apple of My Eye - als dr. Copeland
- 2013: The Happy Sad - als Aaron
- 2012: Men in Black III - als Air Force MP
- 2012: Gayby - als Daniel
- 2011: Private Romeo - als Ken Lee / prins Escalus
- 2006: Circus Camp - als Billy Robarts

### Televisie
Uitgezonderd eenmalige gastrollen.
- 2024: The Acolyte - als Yord Fandar - 5 afl.
- 2019-2022: Russian Doll - als Alan Zaveri - 15 afl.
- 2021-2022: Ordinary Joe - als Eric Payne - 13 afl.
- 2021: Red Frontier - als ?? - 11 afl.
- 2021: Special - als Harrison - 3 afl.
- 2019-2020: Arrow - als John Diggle jr. - 4 afl.
- 2019: You - als Gabe Miranda - 6 afl.
- 2019: Tales of the City - als Ben Marshall - 9 afl
- 2017-2018: Valor - als Ian Porter - 13 afl.
- 2016: Secrets and Lies - als Patrick Warner - 10 afl.
- 2012-2015: Chicago Fire - als Peter Mills - 66 afl.
- 2014-2015: Chicago P.D. - als Peter Mills - 4 afl.

- Bibliothèque nationale de France: cb171258871 (data)
- Gemeinsame Normdatei: 1316734072
- International Standard Name Identifier: 0000 0004 6028 5116
- Library of Congress Control Number: no2014163715
- Virtual International Authority File: 4149717293010951124